# Trần Văn Minh (không quân)
Trần Văn Minh (1932 - 1997) nguyên là tướng lãnh Không quân của Quân lực Việt Nam Cộng hòa, cấp bậc Trung tướng. Ông xuất thân từ khóa đầu tiên tại trường Sĩ quan Trừ bị do Chính phủ Quốc gia Việt Nam mở ra ở miền Nam Việt Nam vào đầu thập niên 50 của thế kỷ trước. Tốt nghiệp ông phục vụ đơn vị Pháo binh một thời gian ngắn. Sau đó trúng tuyển chuyển sang Quân chủng Không quân. Trong thời kỳ từ 1963-1975, ông được xem là một trong các vị tướng trẻ nhiều năng lực của Quân đội nói riêng, nền Đệ Nhị Cộng hòa nói chung. Ông được phong tướng khi mới 35 tuổi. Ông cũng là Tư lệnh Quân chủng với thời gian lâu nhất và cũng là vị Tư lệnh sau cùng của Không lực Việt Nam Cộng hòa.

## Tiểu sử & Binh nghiệp
Ông sinh ngày 21 tháng 7 năm 1932 trong một gia đình điền chủ khá giả tại Bạc Liêu, miền Tây Nam phần Việt Nam. Thuở nhỏ, ông học sinh Tiểu học ở Bạc Liêu. Lên Trung học ông được gia đình gửi sang Cần Thơ học ở trường Trung học Phan Thanh Giản. Năm 1948, ông tốt nghiệp với văn bằng Thành Chung. Sau đó lên Sài Gòn theo học ở trường Cao đẳng Công chánh. Tháng 8 năm 1951 ra trường, ông được cấp chứng chỉ tốt nghiệp tương đương với văn bằng Tú tài toàn phần (Part I).

### Quân đội Quốc gia Việt Nam
Tháng 9 năm 1951, ông tình nguyện nhập ngũ vào Quân đội Quốc gia, mang số quân: 52/600.084, theo học khóa 1 Lê Văn Duyệt tại trường Sĩ quan Trừ bị Thủ Đức, khai giảng ngày 1 tháng 10 năm 1951, ngày 1 tháng 6 năm 1952 mãn khóa tốt nghiệp với cấp bậc Thiếu úy. Ra trường, ông phục vụ ở đơn vị Pháo binh. Tháng 12 cùng năm, ông trúng tuyển gia nhập Quân chủng Không quân, theo học khoá 2 Quan sát viên tại Trung tâm Huấn luyện Không quân Nha Trang. Giữa năm 1953 mãn khóa học, ông được lưu lại trường làm Huấn luyện viên khóa 3 Quan sát viên (1953-1954). Đầu năm 1954, ông được thăng cấp Trung úy và được cử đi du học lớp Điều hành viên tại Trường Võ bị Không quân Salon de Provence, căn cứ Không quân Avord, miền Nam nước Pháp.

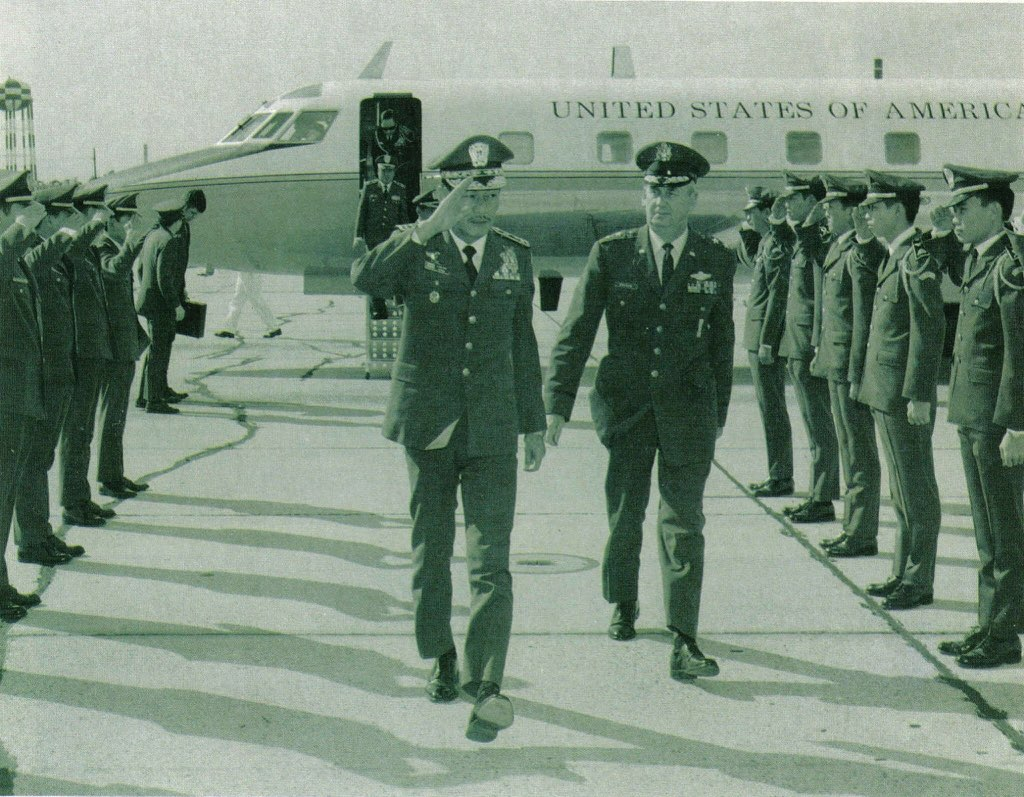
năm 1974

### Quân đội Việt Nam Cộng hòa
Cuối tháng 10 năm 1955, ông được chuyển biên chế sang phục vụ Quân đội Việt Nam Cộng hòa Tháng 2 năm 1956, ông được thăng cấp Đại úy và được chỉ định làm Giám đốc Trung tâm Kiểm soát Không chiến tân lập. Giữa năm 1958, ông được cử đi du học lớp Hoa tiêu Khu trục Phản lực T.37 tại Hoa Kỳ. Tháng 6 năm 1959, mãn khoá về nước ông được thăng cấp Thiếu tá. Đầu năm 1960, ông tiếp tục được cử đi du học lớp Chỉ huy Tham mưu cao cấp tại căn cứ Không Quân Maxwell, Montgomery, Alabama, Hoa Kỳ. Giữa năm về nước, chuyển ra Quân khu 2 ông được cử làm Chỉ huy phó căn cứ 1 Trợ lực Không quân Nha Trang. Tháng 4 năm 1961, chuyển về Quân khu 3 giữ chức vụ Chỉ huy phó căn cứ 2 Trợ Lực Không quân Biên Hòa. Đầu năm 1963, chuyển ra Quân khu 1 giữ chức vụ Chỉ huy phó căn Cứ 4 Trợ lực Không quân Đà Nẵng kiêm Chỉ huy trưởng Phi đoàn Quan sát. Sau cuộc đảo chính Tổng thống Ngô Đình Diệm ngày 1 tháng 11 năm 1963. Ngày 4 tháng 11, ông được được thăng cấp Trung tá giữ chức vụ Giám đốc Trung tâm kiểm soát Không chiến.
Sau cuộc Chỉnh lý các tướng lãnh trong Hội đồng Quân nhân Cách mạng ngày 30 tháng 1 năm 1964 của tướng Nguyễn Khánh. Đầu tháng 3, ông được bổ nhiệm làm Không đoàn trưởng Không đoàn 62 Chiến thuật tân lập tại Pleiku. Tháng 9 cùng năm, ông chuyển nhiệm vụ về Quân khu 4 làm Không đoàn trưởng Không đoàn 74 Chiến Thuật.
Ngày Quân lực đầu tiên 19 tháng 6 năm 1965, ông được thăng cấp Đại tá, được cử làm Tư lệnh phó Quân chủng Không quân thay thế Đại tá Lê Trung Trực.
Cuối tháng 10 năm 1967, ông nhận lệnh bàn giao chức vụ Tư lệnh phó cho Đại tá Võ Xuân Lành. Ngày Quốc khánh Đệ Nhị Cộng hòa 1 tháng 11 cùng năm, được bổ nhiệm chức vụ Tư lệnh Quân chủng Không quân thay thế Thiếu tướng Nguyễn Cao Kỳ, Đầu tháng 12 cùng năm, ông được thăng cấp Chuẩn tướng tại nhiệm. Ngày Quân lực 19 tháng 6 năm 1968, ông được thăng cấp Thiếu tướng. Ngày Quốc khánh 1 tháng 11 năm 1970, ông dược thăng cấp Trung tướng. Ông là vị tư lệnh Quân chủng Không quân với thời gian lâu nhất (1967-1975).
- Quân chủng Không quân vào thời điểm tháng 4/1975, nhân sự trong Bộ tư lệnh và các Sư đoàn trực thuộc ở các Quân khu được phân bổ trách nhiệm như sau:
-Tư lệnh - Trung tướng Trần Văn Minh
-Tư lệnh phó - Thiếu tướng Võ Xuân Lành
-Tham mưu trưởng - Chuẩn tướng Võ Dinh
-Tham mưu phó Kỹ thuật - Chuẩn tướng Đặng Đình Linh
-Tiếp vận & Kỹ thuật - Chuẩn tướng Từ Văn Bê
-Trung tâm Huấn luyện - Chuẩn tướng Nguyễn Ngọc Oánh
-Trường Chỉ huy Tham mưu - Đại tá Đặng Văn Hậu[8]
-Tham mưu phó Hành quân - Đại tá Nguyễn Văn Ngọc[9]
-Tham mưu phó CTCT[10] - Đại tá Đinh Văn Chung[11]
-Tham mưu phó Tiếp vận - Đại tá Nguyễn Khắc Ngọc[12]
-Tham mưu phó Nhân viên - Đại tá Nguyễn Văn Ba[13]
-Tham mưu phó Tài chính[14] - Đại tá Hà Dương Hoán[15]
-Trưởng phòng Hành quân - Đại tá Vũ Văn Ước[16]
-Trưởng Khối Hành chính - Đại tá Huỳnh Minh Quang[17] 
-Trưởng Khối Nhân viên - Đại tá Nguyễn Hữu Thôn[18]
-Trưởng Khối Kê hoạch[19] - Đại tá Lê Minh Luân[20]
-Phụ tá Truyền tin - Đại tá Phạm Duy Thân[21]
-Phụ tá An ninh Quân đội - Đại tá Đặng Hữu Hiệp[22]
-Phụ tá Truyền tin Điện tử - Đại tá Cao Thông Minh[23]
-Chỉ huy Tổng Hành dinh - Đại tá Đào Huy Ngọc[24]
-Tư lệnh Sư đoàn 1 (Đà Nẵng) - Chuẩn tướng Nguyễn Đức Khánh
-Tư lệnh Sư đoàn 2 (Nha Trang) - Chuẩn tướng Nguyễn Văn Lượng
-Tư lệnh Sư đoàn 3 (Biên Hòa) - Chuẩn tướng Huỳnh Bá Tính
-Tư lệnh Sư đoàn 4 (Cần Thơ) - Chuẩn tướng Nguyễn Hữu Tần
-Tư lệnh Sư đoàn 5 (Tân Sơn Nhất)- Chuẩn tướng Phan Phụng Tiên
-Tư lệnh Sư đoàn 6 (Pleiku) - Chuẩn tướng Phạm Ngọc Sang

## 1975 và Cuộc sống lưu vong
Ngày 30 tháng 4, ông cùng với gia đình di tản khỏi Việt Nam. Sau đó được sang định cư tại Los Gatos, California, Hoa Kỳ.
Ngày 27 tháng 8 năm 1997 ông từ trần tại nơi định cư. Hưởng thọ 65 tuổi.

## Gia đình
- Thân phụ: Cụ Trần Văn Lầu.
- Em trai: Trần Văn Mẫn
- Em dâu: Dương Tiểu Muội